# Cara mammà

Cara mammà (en napolitain, « Chère maman ») est une chanson napolitaine dont les paroles ont été écrites en 1905 par E. A. Mario et la musique par Raffaelo Segré, leur toute première collaboration. Elle a été publiée aux éditions Ricordi.